# Église Sainte-Cécile d'Avès
Pour les articles homonymes, voir Église Sainte-Cécile.
L'église Sainte-Cécile d'Avès est un édifice religieux paroissial situé à Gaillac, dans le Tarn, en région Occitanie (France). Elle est voisine du château de Sainte-Cécile d'Avès et est dédiée à Cécile de Rome.

## Histoire

### Origine
L'église d'Avès est sûrement construite au Xe siècle, avant d'être mentionné pour la première fois vers 920 dans le testament de l'archidiacre Bénébert , qui en fait don au chapitre de la cathédrale Sainte-Cécile d'Albi. Le nom d'Avès viendrait quant à lui de champs d’Avanus, soit du nom d'un propriétaire de l'époque gallo-romaine. Et ainsi, on a retrouvé de nombreuses traces d'habitats de cette période sur le site du hameau.
C'est vers 920 que le lieu est mentionné pour la première fois, lorsqu'un certain fait don de ses terres à la cathédrale Sainte-Cécile, terres parmi lesquelles on trouve Avanès ou Avès.

### L'église

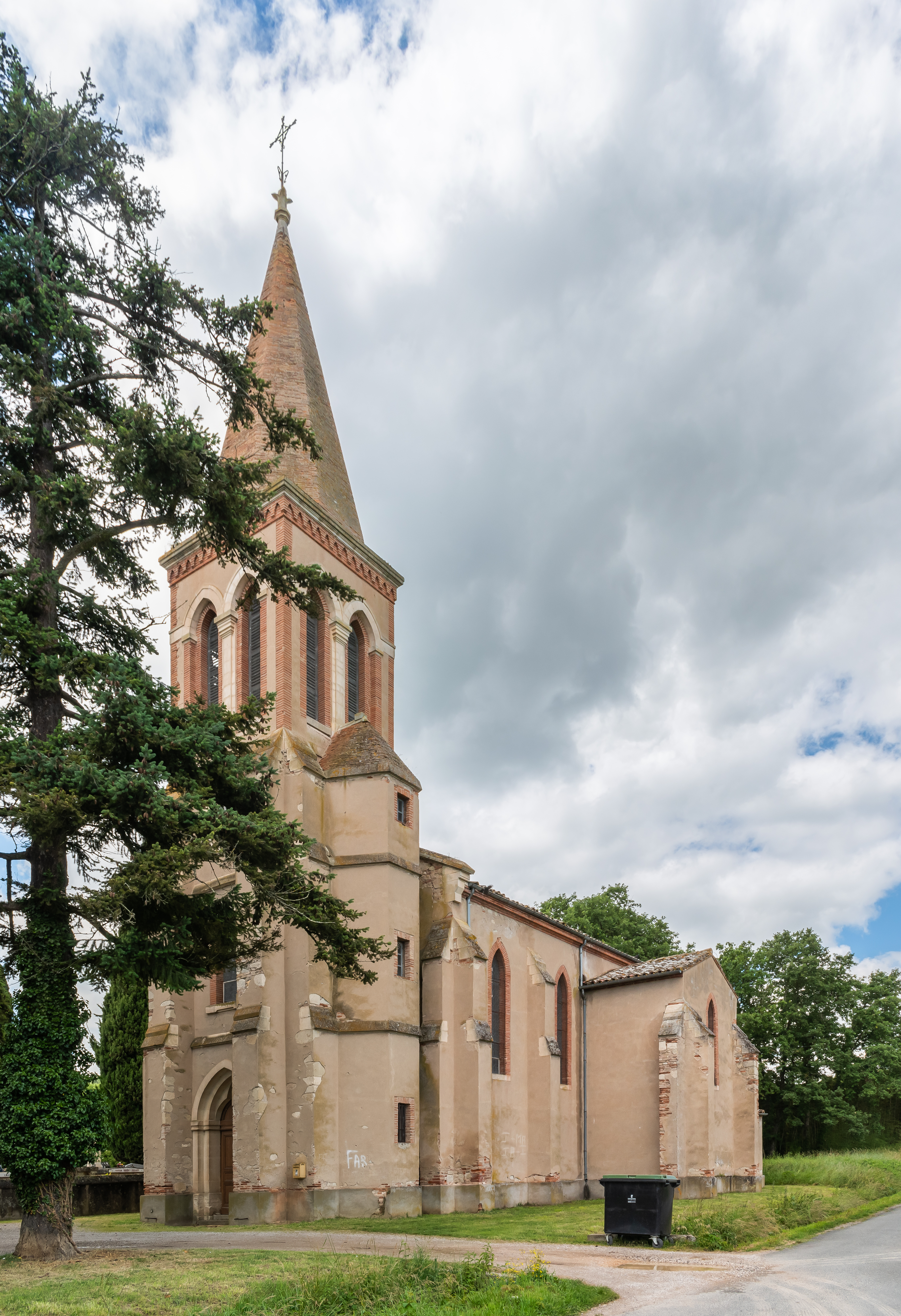
L'église

Dans un premier temps, l'église Sainte-Cécile dépend de Montans et non pas de Gaillac. Le premier édifice du Xe siècle est remanié au cours de siècles,. Le 16 avril 1325, le vicaire d'Albi, Iterus de Violio, assigne l'église au service de l'abbaye Saint-Michel de Gaillac.
Finalement, l'ancienne église, en mauvais état, est détruite par décision du conseil municipal de Gaillac du 9 septembre 1894, afin d'agrandir le cimetière voisin. S'ensuit la décision de reconstruire un nouveau lieu de culte, sur le terrain offert par Auguste Baljalade, propriétaire du château de Sainte-Cécile d'Avès. Les travaux sont finis en 1902, et l'église est consacrée le lundi 1er décembre 1902.
Un curé est présent sur les lieux jusqu'au départ de Léon Cornus en 1945, puis entre 1946 et 1948, la paroisse est rattachée à Saurs, puis à celle de Saint-Jean de Tartage (Gaillac). Elle est alors desservie par le curé François de Solages. Peu utilisée, elle est fermée le 3 novembre 1972, mais ré-ouverte le 31 décembre 1987,.

## Architecture
La première église était simple, présentant un clocher à arcades et à pignon triangulaire. Elle possédait une cloche de 1810 signée Larroque. Selon les témoignages, l'édifice originel avait perdu tout son charme de petite chapelle, noyé sous les remaniements invasifs.
L'église actuelle est relativement austère, entourée de son petit cimetière. En forme de croix latine, avec des chapelles latérales, elle est en brique et présente des contreforts.